# Ana Moura
Ana Moura (Santarém, 17 de septiembre de 1979) es una cantante portuguesa de fado. Considerada una de las fadistas más exitosa de su generación, es también récord de ventas de discos en su país.

## Biografía
Reconocida internacionalmente, Ana Moura inició su recorrido discográfico con Guarda-me a Vida na Mão (2003), grabando después Aconteceu (2005). Además, canta en varios locales de la noche lisboeta. Se dio a conocer en televisión junto a António Pinto Basto, en Fados de Portugal.
Su disco siguiente fue Para além da saudade (2007), con temas como Os búzios o O fado da procura, con esta grabación Moura fue conocida por el gran público portugués, así como por sus participaciones en programas como Contacto y Família Superstar, ambos en SIC (Sociedade Independente de Comunicação), y en Sexta à Noite, de José Carlos Malato, en RTP. Sus apariciones de televisión la ayudaron a promover este disco, alcanzando el Disco de Platino, por ventas superiores a veinte mil unidades, permaneciendo varias semanas en el TOP 30 de Portugal. Con él recibió una nominación Globos de Oro de Portugal, en la categoría de Música, como Mejor intérprete individual.
Ana Moura actuó junto a la cantante portuguesa Mariza como parte de los actos de apertura e intermedio del Festival de Eurovisión 2018 que se celebraron en Lisboa el 8, 10 y 12 de mayo de 2018.

## Premios
- 2007 Premio «Amália Rodrígues» como Mejor Intérprete de Fado
- 2013 Prémio Amália para "Desfado" como Mejor Disco del Año.
- 2013 Premio "World Music" según el periódico británico "Sunday Times".
- 2013 Globo de Ouro Mejor Música por "Desfado"
- 2015 Globo de Ouro Mejor Música por la canción ‘Dia de folga’
- 2015 Premio Sophia Academia Cine Portugues por "Clandestinos do Amor" del film "Os Gatos não têm Vertigens"
- 2022 Premio de la Música Portuguesa a la mejor intérprete femenina
- 2022 Premio de la Música Portuguesa al mejor Videoclip "Andorinhas"

### Álbumes de estudio
- Guarda-me a vida na mão (2003), POR: Oro
- Aconteceu (2004)
- Para além da saudade, (2007), POR: 3× Platino[4]
- Leva-me aos fados, (2009) POR: 2× Platino
- Desfado (2012), POR: 6× Platino[5]
- Moura (2015), POR: 3× Platino[6]
- Casa da Guilhermina (2022)

### Álbumes en directo
- Coliseu (2008) (DVD+CD)
- Desfado (edición especial) (2012)

### Álbumes compilatorios
- Ana Moura (2011)
- Best of Ana Moura (2017)